# Batallón Caracal
El 33.° Batallón Caracal (en hebreo: גדוד קרקל) (transliterado: Gdud Caracal) es una unidad militar de combate de infantería de las Fuerzas de Defensa de Israel (FDI). El Caracal es una de las tres unidades de combate del ejército israelí formada por hombres y por mujeres. La unidad lleva el nombre del Caracal, un felino que vive en el desierto. En el año 2009, el 70% por ciento del batallón estaba formado por mujeres.

## Historia

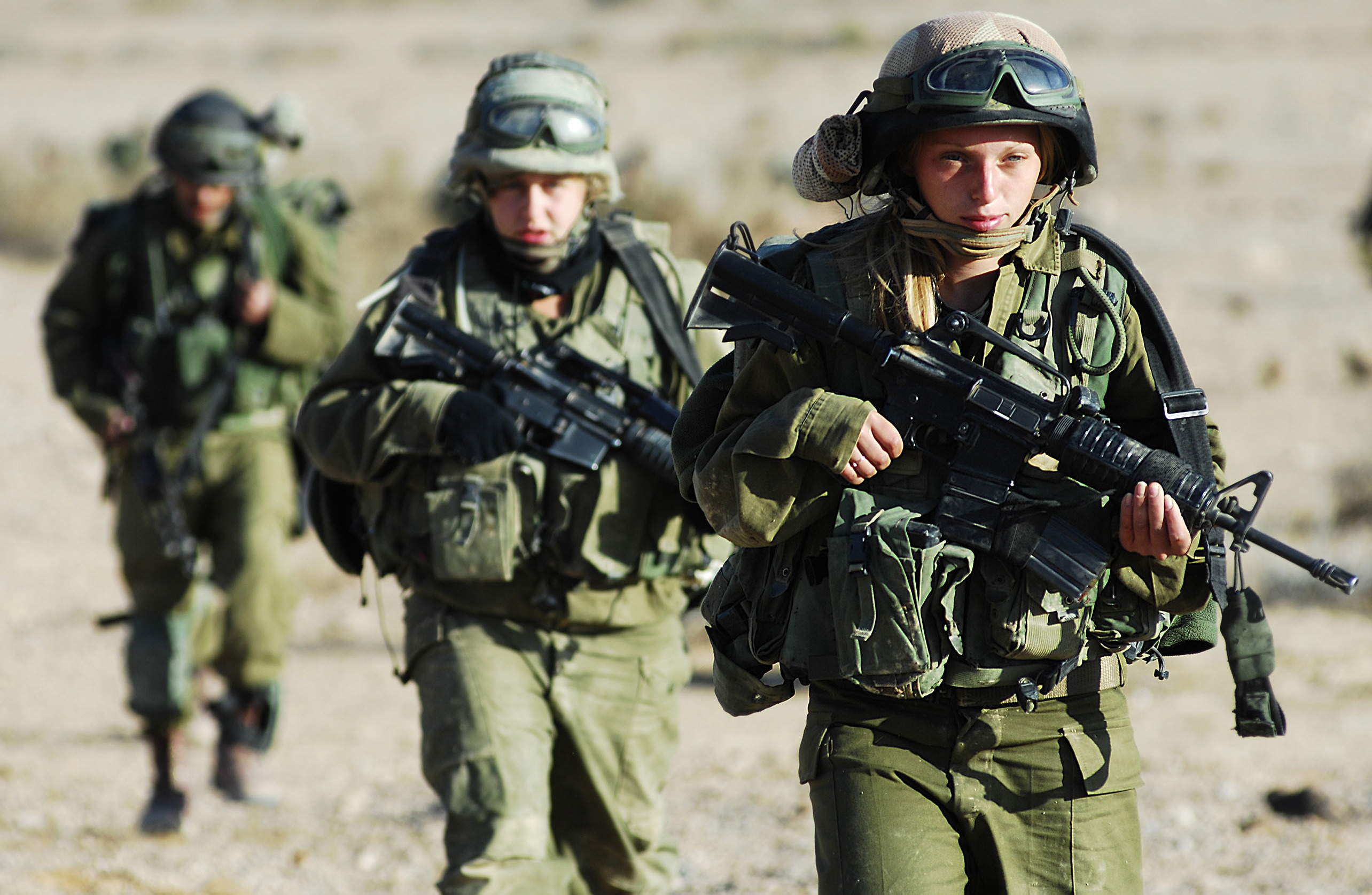
Entrenamiento del batallón en invierno.

Antes de la formación del batallón Caracal en el año 2000, las mujeres tenían prohibido servir en el frente. La unidad se encarga de patrullar la frontera israelí-egipcia. El Caracal participó en la retirada unilateral israelí de la Franja de Gaza en el verano de 2005.
El batallón Caracal entró en combate el 21 de septiembre de 2012 cerca de la frontera con Egipto, después de la infiltración de un grupo de militantes. En respuesta a un aviso radiofónico del ataque, hubo un tiroteo y una mujer soldado de infantería del batallón Caracal mató a un combatiente enemigo que llevaba un cinturón cargado de explosivos. En octubre de 2014, un jeep del batallón fue atacado por militantes cerca de la frontera egipcia con disparos de armas de fuego y con un misil antitanque. Dos soldados resultaron heridos en los ataques. Una oficial fue herida, la capitana Or Ben-Yehuda bajó del jeep y respondió al fuego enemigo matando a un militante en un tiroteo. En noviembre de 2017, el batallón Caracal se convirtió oficialmente en parte de la vigilancia fronteriza y reemplazó la boina verde con un camuflaje de color amarillo claro y marrón. Aunque el batallón Caracal es una unidad mixta donde conviven ambos géneros, la unidad ha sido un 70% por ciento femenina desde el año 2009. La unidad forma parte de la Brigada Sagi 512 del mando sur. La insignia de la unidad incorpora el emblema de la Brigada Sagi junto con el felino Caracal.

## Formación

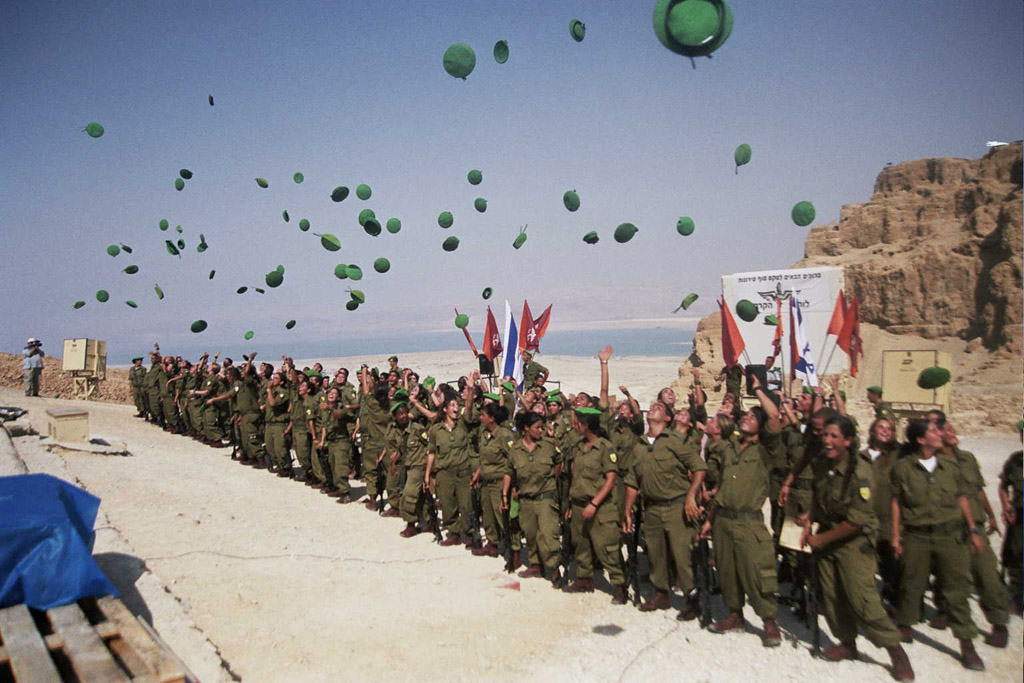
Ceremonia de graduación en Masada.

Los nuevos reclutas del batallón Caracal reciben el fusil de asalto IMI Tavor, de fabricación israelí. Los miembros del batallón participan en un período de entrenamiento básico de cuatro meses, que incluye entrenamiento físico y entrenamiento con armas de fuego, en la base de entrenamiento de la Brigada Guivati.

## Armas y equipo
Los soldados del Caracal se entrenan con el fusil de asalto Micro-Tavor, pero hasta agosto de 2017, los nuevos reclutas usaban el rifle de asalto M16A1 y la carabina M4A1, como armas oficiales del batallón. Las armas utilizadas por la unidad también incluyen el lanzagranadas M-203, el lanzacohetes M-72 LAW (una arma ligera antitanque), la ametralladora MAG de 7.62 mm, la ametralladora ligera IMI Neguev de 5.56 mm, la ametralladora pesada Browning M2, el lanzagranadas automático Sacco Defense Mk-19 de 40 mm y el mortero de 60 mm.

## Vehículos
En cuanto a los vehículos, utilizan los vehículos Ford, Abir, Hummer, Mk II Sufa y Mk III Sufa. El Batallón Caracal tiene equipos adicionales que permiten la comunicación y la observación avanzada, usan lentes de visión nocturna y otros equipos clasificados.

## Reclutas notables
La teniente segunda Noy, sirvió en el batallón Caracal y fue la primera mujer en comandar un pelotón de francotiradores. Elinor Joseph también ha servido en el Batallón Caracal y es la primera mujer árabe que ha servido en una situación de combate en el Ejército israelí. El capitán Or Ben-Yehuda recibió una citación mientras servía en el batallón Caracal. Ben-Yehuda estaba al frente del batallón Caracal cuando este se encontraba estacionado cerca de la frontera israelí-egipcia. Cerca de dos docenas de hombres armados abrieron fuego contra la posición del batallón, en un ataque de emboscada el 22 de octubre de 2014. Aunque fue herido en la lluvia de disparos, Ben-Yehuda logró llegar al transmisor de radio y pedir refuerzos, administrar primeros auxilios al conductor de un vehículo y efectuar varios disparos contra los atacantes mientras la unidad esperaba la llegada de los refuerzos.